# Johnny Gargano
John Anthony Nicholas Gargano (Cleveland, Ohio; 14 de agosto de 1987) es un luchador profesional estadounidense. Trabaja actualmente para la WWE en la marca Raw, donde es conocido con el nombre de Johnny Gargano. Ha trabajado en algunas de las principales promociones del circuito independiente americano; incluidas Batrax Wrestling, Chikara, Dragon Gate USA, PROGRESS Wrestling, Evolve Wrestling y Pro Wrestling Ohio. 
Dentro de sus logros, es una vez Campeón de NXT,  tres veces Campeón Norteamericano de NXT, una vez Campeón en Parejas de NXT junto a Tommaso Ciampa que lo convierte en el primer Campeón de Tres Coronas de NXT.

## Biografía
Gargano nació el 14 de agosto de 1987 en Cleveland, Ohio. Entró en un ring de lucha libre profesional por primera vez a los ocho años, cuando JT Lightning propietario de Cleveland All-Pro Wrestling, dirigió un espectáculo en la empresa del padre de John, permitiéndole rodar en el ring. Mientras estudiaba en la Escuela Secundaria de San Eduardo, Gargano decidió entrar a la escuela de lucha libre profesional CAPW con el fin de convertirse en un luchador profesional. A los 16 años, Gargano comenzó a entrenar en el Cleveland All Pro Training Center con J.T. Lightning y Josh Prohibition. Gargano cita a Shawn Michaels, Chris Jericho y Johnny Saint como sus modelos a seguir.

## Carrera

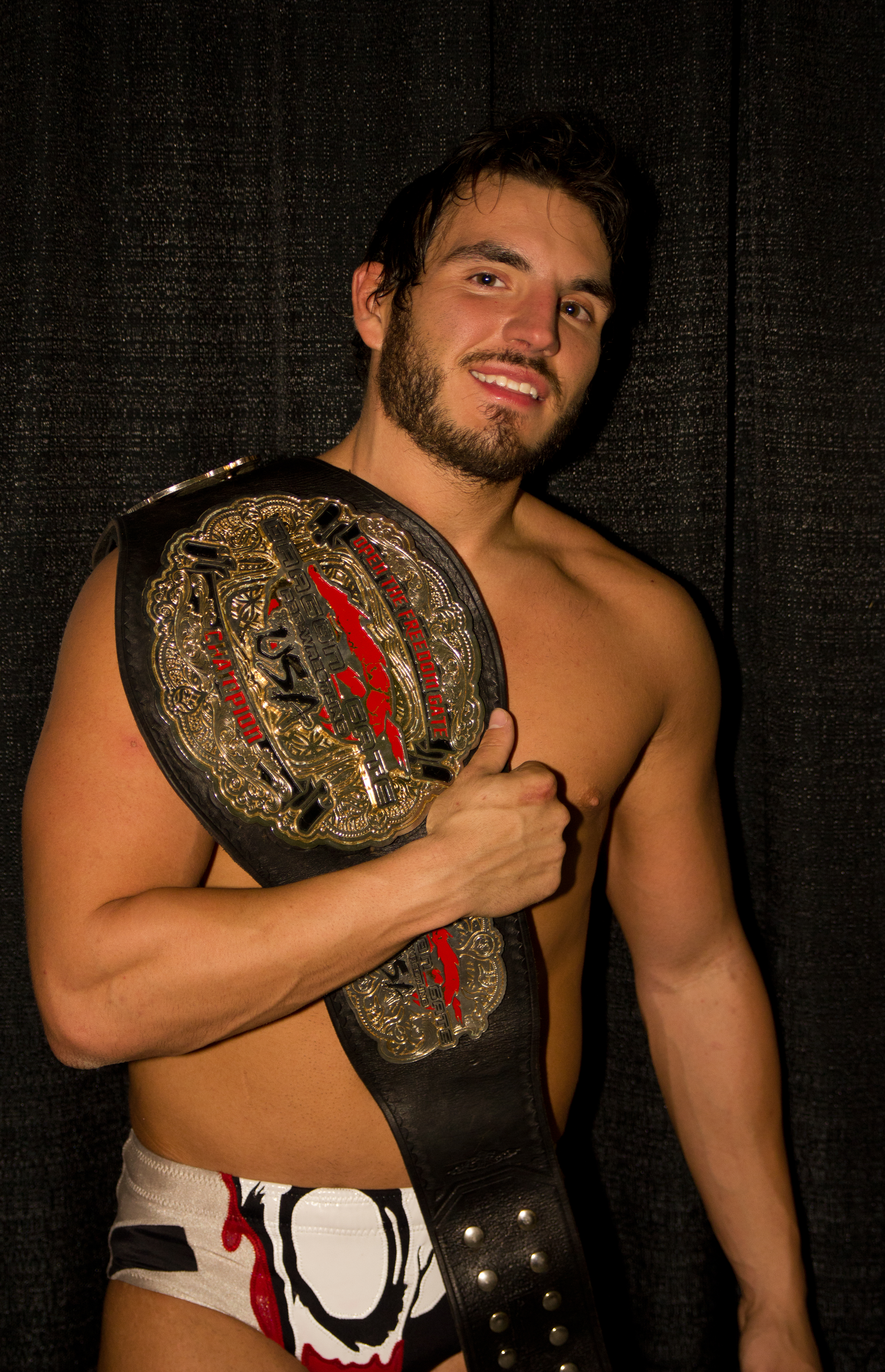
Gargano con el Open the Freedom Gate Championship, en 2009.

### Inicios
Gargano hizo su debut profesional en 2005, Gargano le llamó "lucharesu" a su estilo de lucha, una forma de lucha británica, lucha libre y puroresu. Tuvo sus inicios en CAPW, tuvo un dark match, con Jay Lethal en Nonstop Action Wrestling, el siguiente día perdió contra Eric Young. En agosto de 2008, en Ring of Honor, tuvo una pelea con Sami Callihan, después un doctor le dijo que tenía un golpe muy fuerte en la espalda, y le dijo a Gargano que decidiera su futuro, pero luego de 6 meses regresó a los cuadriláteros.

### Dragon Gate USA y Evolve (2009-2016)
Mientras luchaba en Chicago, fue con Colt Cabana, que le dijo a un ex-booker the Ring of Honor, que necesitaba talentos para Dragon Gate y Evolve Wrestling. El 25 de julio de 2009, tuvo una pelea contra otros 7 concursantes, ganada por Lince Dorado. En septiembre 6, tuvo otros dark matches, ganando contra otros oponentes.
Gargano hizo su debut en un pago por visión en una 6-Way por el Open The Freedom Gate Championship, pero fue uno de los primeros eliminados.
En enero de 2010, luchó en una pelea contra Chris Dickinson donde salió victorioso, después tuvo otra pelea con Kyle O´reilly, en una 6-Way. En septiembre 25, perdió una pelea contra Chuck Taylor, incluyendo Rich Swann y Drake Younger. Después estuvo envuelto una pequeña rivalidad con Chuck Taylor después de que se ofreció al International Stable of Cima. 
En 2011, derrotó a Ricochet, Masato Yoshino y Chuck Taylor ganando el vacante Open the United Gate Championship. En Evolve 15, derrotó a Chuck Taylor reteniendo su título. En julio 28, derrotó a Akira Tozawa reteniendo su título. Después de ese evento, WWE le ofreció un contrato de desarrollo, pero después de su victoria lo rechazó. En el evento del tercer aniversario de Dragon Gate, derrotó a Chuck Taylor en un "I Quit" ganando su rivalidad. Entre los 2 antes compañeros. En diciembre, derrotó a Sami Callihan reteniendo su título. 
En enero de 2013 derrotó a Jon Davis reteniendo su título. El siguiente día derrotó a Brian Kendrick reteniendo el título en su décima segunda defensa exitosa. En junio de 2013, tuvo una lucha con Samurái del Sol, saliendo victorioso, quitándole la máscara. En el cuarto aniversario de Dragon Gate, derrotó a Akira Tozawa, reteniendo su título. En Evolve 24 derrotó a Rich Swann, (también antes compañero) reteniendo su título en su décima séptima defensa exitosa. Luego derrotó a Chris Hero, en su décima octava defensa, que estaba dejando la empresa para unirse a WWE. Sus defensas incrementaban hasta el 2014, derrotando luchadores como Uhha Nation, Trent Barretta y Roderick Strong. El 4 de abril perdió con Ricochet, perdiendo el título de The Open the Freedom Gate Championship termimando su reinado de 2 años y medio. En Evolution End´s Rich Swann culminó su feudo derrotando a Gargano. Después de esa misma lucha, Gargano salvó a Swann de ser atacado en manos de Anthony Nese, Kaleb Konley y Su Yung.
El 16 de noviembre de 2014, derrotó a Ricochet ganando nuevamente el título de Open the Freedom Gate Championship. Siendo el primer luchador en portar 2 veces el campeonato. Luego derrotó a Shane Strickland reteniendo el título. En marzo 26, derrotó a AR Fox reteniendo el título, ese mismo evento enfrentándose a Drew Galloway, en ese entonces Evolve World Champion. La lucha tomó lugar dos días después donde Drew Galloway salió victorioso reteniendo su Evolve World Championship y ganó el título de Gargano. En abril 18, junto a Rich Swann ganaron los Open the United Gate Championships. Retuvieron los títulos hasta la desaparición de los títulos, donde crearon los Evolve Tag Team Championships. En 15 de agosto, su relación con Rich Swann, terminó cuando él atacó a Gargano uniéndose con Ethan Page. 
En enero de 2016, se unió con Drew Galloway y derrotaron a Chris Hero y Tommy End, ganando los Evolve Tag Team Championships inaugurales. Luego perdieron los títulos en junio contra Drew Gulak y Tracey Williams. Galloway traicionó a Gargano, y terminaron su feudo, donde Galloway fue el victorioso.
En julio de 2016, anunció su salida de la promoción, tuvo una de sus últimas luchas en Evolve 68 contra Zack Sabre Jr. En Evolve 69, Gargano y Cody Rhodes derrotaron a Chris Hero y Drew Galloway siendo esta su última lucha.

### Dragon Gate (2011, 2012)
El 1 de marzo de 2011 Gargano hizo su debut en Japón. En la primera pelea del tour, Con Chuck Taylor y Rich Swann derrotaron a Cima, Naruki Doi y Naoki Tanisaki en una pelea de parejas.
Gargano regresó en octubre de 2012, uniéndose con Masato Yoshino y Naruki Doi para derrotar a Kaettekita Veteran-gun representativo de Don Fuji. El siguiente día derrotó a Ryo Saito en su octava defensa exitosa del título Open The Freedom Gate Championship.

### Pro Wrestling Guerrilla (2013-2015)
Hizo su debut en PWG el 22 de marzo en All Star Weekend 9 haciendo pareja con Chuck Taylor siendo derrotados por The Young Bucks, la noche siguiente Gargano y Taylor consiguieron derrotar a The RockNES Monsters (Johnny Yuma & Johnny Goodtime). El 9 de agosto en TEN: Protect Ya Neck, Gargano y Taylor consiguieron su segunda victoria derrotando a Paul London y Brian Kendrick. Participó en la edición 2013 del torneo Battle of Los Ángeles, derrotando a Willie Mack y Kevin Steen en la primera ronda y cuartos de final, pero en la semifinal fue derrotado por Michael Elgin. En Matt Rushmore derrotó a Roderick Strong, más tarde esa misma noche, junto a otras estrellas de PWG, acudió a ayudar a Kyle O'Reilly cuando era atacado por Mount Rushmore (Kevin Steen, Adam Cole & The Young Bucks), para luego desafiar a Adam Cole por el Campeonato de PWG. El 20 de diciembre en All Star Weekend X derrotó a Davey Richards y la noche siguiente obtuvo su lucha por el Campeonato de PWG contra Adam Cole.

### WWE

#### NXT 2015
En junio de 2015, Gargano participó en un campamento de puesta a punto de la WWE, y también luchó en las grabaciones de NXT 18 de junio, perdiendo ante Apollo Crews. A pesar de que no ha firmado con la WWE, Gargano continuó haciendo apariciones de NXT en los siguientes meses. En particular, se asoció con Tommaso Ciampa en el torneo de Dusty Rhodes Tag Team Classic, derrotando al equipo de Bull Dempsey y Tyler Breeze en su pelea de primera ronda en el episodio del 9 de septiembre. Fueron eliminados del torneo por Baron Corbin y Rhino en el episodio del 16 de septiembre.

#### 2016-2017
Gargano continuó trabajando para NXT a principios de 2016, perdiendo ante Samoa Joe en el evento principal del episodio de 20 de enero. En el episodio del 23 de marzo de NXT Gargano consiguió su primera victoria sobre Elias Samson de una manera rápida a través de un Roll Up. El 2 de abril, se confirmó que Gargano había firmado con la WWE a principios de semana. NXT contrato de Gargano fue un llamado contrato de "Nivel 2", lo que le permitió seguir trabajando en fechas independientes junto a sus fechas NXT ahora regulares. El 23 de junio, Gargano entró en el torneo de peso crucero clásico, derrotando a su compañero de equipo asociado Tommaso Ciampa en su lucha de primera ronda. El 14 de julio, Gargano fue eliminado del torneo por T.J. Perkins. El 21 de julio, se informó de que Gargano había firmado un nuevo contrato de NXT a tiempo completo, lo que le impediría tomar fechas más independientes. El 20 de agosto en NXT TakeOver Brooklyn II, Gargano y Ciampa desafiaron con éxito a The Revival (Dash Wilder y Scott Dawson) por el Campeonato en parejas de NXT.
En el episodio del 5 de septiembre de Raw se anunció que Gargano sería parte de la división de pesos crucero en la marca Raw. En NXT: Takeover Brooklyn II luchó junto a Tommaso Ciampa por los Campeonatos en Parejas de NXT ante The Revival, no pudiendo ganar. Pero en NXT Takeover: Toronto lograron finalmente los campeonatos venciendo a The Revival en un 2-out-of-3 Falls Match.
En NXT Takeover: Chicago, fue brutalmente atacado por su compañero Tag Team hasta ese entonces, Tommaso Ciampa, así acabando con su equipo, #DIY.
El 29 de noviembre, Gargano derrotó a Kassius Ohno en un combate clasificatorio para avanzar a un fatal encuentro a cuatro bandas, donde derrotó a Aleister Black, Killian Dain y Lars Sullivan para convertirse en el contendiente número uno al Campeonato de NXT de Almas después de inmovilizar a Black, convirtiéndose en el primer hombre en derrotar Black desde que debutó en NXT.

#### 2018
En el episodio del 24 de enero de NXT, Gargano derrotó a Velveteen Dream para retener su oportunidad de título. Después del combate, fue atacado por Almas, pero luego lo distribuyó y mantuvo su campeonato.
En NXT TakeOver: Philadelphia, Gargano no pudo capturar el Campeonato de NXT de Andrade "Cien" Almas. Después del combate, Ciampa volvió a atacar a Gargano desde atrás con una muleta. El combate de Gargano con Almas en NXT TakeOver: Philadelphia fue muy aclamado, y obtuvo cinco estrellas del periodista de Wrestling Observer Newsletter Dave Meltzer, convirtiéndose en el primera lucha en la historia de NXT en recibir una calificación de cinco estrellas, así como en el sexto general de WWE y el primero desde John Cena vs. CM Punk en el evento de pago por evento Money in the Bank de 2011.
En el episodio del 14 de febrero de NXT, Gargano desafió a Almas a una revancha por el Campeonato de NXT, que Almas aceptó, con la advertencia de que Gargano dejaría NXT si perdía; Gargano aceptó. La semana siguiente, Gargano no pudo ganar el título después de la interferencia de Tommaso Ciampa, lo que le obligó a abandonar NXT.
En NXT Takeover: New Orleans, Gargano derrotó a Ciampa para recuperar su trabajo. Esta lucha fue galardonada por Dave Meltzer, una lucha de 5 estrellas, siendo la tercera en la historia de NXT, y la octava en WWE. 
En el episodio del 25 de abril de NXT, Gargano fue atacado una vez más por Ciampa cuando estaba haciendo su entrada para su lucha por el Campeonato de NXT contra Aleister Black, lo que llevó a que un Chicago Street Fight fuera programado entre ellos en NXT TakeOver: Chicago II, que ganó Ciampa.
Durante su rivalidad con Ciampa, su personaje comenzó un giro más oscuro, se volvió más inestable, mostró un estilo más agresivo y usó un Spike DDT para derrotar a EC3 en el episodio del 4 de julio de NXT, similar al que Ciampa uso contra el en Takeover Chicago II. En las grabaciones del episodio NXT del 18 de julio, Gargano interfirió en la lucha por el 
Campeonato de NXT de Ciampa contra Black y accidentalmente golpeó a Black con el cinturón del título, lo que hizo que Ciampa ganara el campeonato. La semana siguiente, se anunció que los tres hombres se enfrentarían en una lucha de triple amenaza por el Campeonato de NXT en NXT TakeOver: Brooklyn 4, pero Black fue eliminado de la lucha debido a que no pudo competir después de ser encontrado inconsciente en el estacionamiento después del espectáculo. La lucha titular se cambió más tarde a una lucha de último hombre en pie entre Gargano y Ciampa en el evento, donde Gargano fue nuevamente derrotado por Ciampa. En el episodio del 24 de octubre de NXT, Gargano fue revelado como el que atacó a Aleister Black antes de su combate por el título en NXT TakeOver: Brooklyn IV, convirtiéndose en un Heel en el proceso. Black y Gargano continuaron con su rivalidad ambos tuvieron un combate en 
NXT Takeover: War Games II que Black ganó.
En el episodio del 19 de diciembre de 2018 de NXT, Gargano derrotó a Aleister Black en un Steel Cage Match después de una interferencia de Ciampa. La semana siguiente, a través de una grabación de vídeo, Ciampa sugirió que Gargano vaya tras el Campeonato Norteamericano de NXT para que él y Gargano puedan "conquistar el mundo" en NXT.

#### 2019-2021
En el episodio del 9 de enero de 2019 de NXT, el campeón Norteamericano de NXT Ricochet le dijo a Gargano que solo necesitaba pedir una oportunidad por el título, aunque cuestionó si Gargano le preguntaría cara a cara o atacaría por detrás, haciendo referencia al ataque de Gargano a Black. Ciampa salió para promover el conflicto entre Ricochet y Gargano, pero fue atacado por Black. Esta confrontación distrajo a Ricochet, permitiéndole a Gargano darle un Superkick, y la lucha entre Gargano y Ricochet se hizo oficial más tarde en la noche.
En NXT TakeOver: Phoenix,
Gargano derrotó a Ricochet ganando el Campeonato Norteamericano de NXT. Más tarde en la noche, después de que Tommaso Ciampa defendiera con éxito su Campeonato de NXT contra Aleister Black, Gargano se reunió con su antiguo compañero de equipo mientras levantaban sus cinturones al unísono en el escenario cuando el espectáculo salió al aire. La noche siguiente, haría su primera aparición en el roster principal en el evento Royal Rumble 2019, en el Royal Rumble Match, ingresando en el número 6 en el Royal Rumble Match en el que duró más de trece minutos y eliminó a Jinder Mahal antes de ser eliminado por Dean Ambrose.
El 30 de enero, Gargano defendió el Campeonato Norteamericano de NXT contra Velveteen Dream durante las grabaciones de NXT. Sin embargo, la WWE decidió grabar dos finales para la lucha, uno con Gargano reteniendo el título y el otro con Velveteen Dream ganando el Campeonato. El 20 de febrero de 2019, se emitió el final donde Gargano perdió el título.
Gargano hizo su debut en el roster principal en el episodio del 18 de febrero de 2019 de Raw con otras tres superestrellas de NXT: Ricochet, Tommaso Ciampa y Aleister Black. En su primera lucha en Raw, él y Ciampa derrotaron a sus antiguos rivales The Revival. La noche siguiente en SmackDown, Gargano y Ciampa derrotaron a The Bar (Cesaro y Sheamus). En el episodio del 13 de marzo de NXT, después de que Gargano y Ciampa fueran eliminados en el Dusty Rhodes Tag Team Classic, Gargano lo atacó disolviendo así nuevamente a #DIY.
En el episodio del 20 de marzo de NXT, Triple H reveló que Gargano y Ciampa competirían en NXT TakeOver: New York por el Campeonato de NXT, pero se reveló que Ciampa necesitaba una cirugía de cuello en la vida real, eliminando así la lucha y obligándolo a abandonar el título; por lo tanto, se anunció que Gargano aún estaría en la lucha por el título ahora vacante, y su oponente sería Adam Cole, quien ganó una lucha fatal de cinco más tarde esa noche para ganar el derecho de reemplazar a Ciampa.
En el evento, Gargano derrotó a Cole en una 2-out-of-3 Falls Match para ganar el Campeonato de NXT por primera vez en su carrera, convirtiéndose también en el primer Campeón de la Triple Corona de NXT. Al final del programa, Ciampa salió a celebrar la exitosa victoria del título de Gargano con Candice LeRae también. La lucha entre Gargano y Cole fue calificada con cinco estrellas y media por Dave Meltzer, lo que lo convierte en la primera lucha de la WWE en romper la calificación de cinco estrellas y la tercera lucha de cinco estrellas de Gargano. En el episodio del 17 de abril de NXT, Gargano estaba celebrando su victoria hasta que fue confrontado y atacado por The Undisputed Era. Se programó una revancha entre Gargano y Cole en NXT TakeOver: XXV, donde Gargano perdió el título.
En la Noche 2 de NXT TakeOver: Stand & Deliver, derrotó a Bronson Reed y retuvo el Campeonato Norteamericano de NXT.
En el NXT emitido el 3 de agosto, derrotó a Dexter Lumis en un Loves Her or Leaves Her Match, por lo que Indi Hartwell dejaría a Lumis y no podría estar en The Way 
Hartwell salió al ring antes de que Gargano cubriera a Lumis. Como The Way caminaba hacia el área del backstage, Hartwell corrió de regreso al ring y se lanzó sobre Lumis a pesar de la estipulación de la lucha. En el episodio del 19 de octubre de NXT , Johnny Gargano volvió a ser face por primera vez desde febrero de 2020 cuando se enfrentó al nuevo campeón norteamericano de NXT, Carmelo Hayes y Trick Williams, solo para que la pareja insultara a Hartwell, lo que llevó a Gargano y Lumis a atacar a la pareja y robar el campeonato norteamericano de Hayes.  El 26 de octubre, en Halloween Havoc , Gargano y Lumis atrajeron a Hayes y Williams a la casa embrujada de Dexter Lumis donde estaba escondido el Campeonato Norteamericano de Hayes. En el episodio del 23 de noviembre de NXT 2.0, Gargano se enfrentó a Hayes y Pete Dunne en un combate de triple amenaza por el título en el que Hayes retuvo debido a la interferencia de Tony D'Angelo. Después del combate, Gargano, Dunne, Tommaso Ciampa y LA Knight se pelearían con Hayes, D'Angelo, Bron Breakker y Grayson Waller, lo que condujo a un combate de WarGames en NXT WarGames . Antes de eso, en el episodio del 30 de noviembre de NXT 2.0 , Gargano se enfrentó a Breakker en un combate de escalera de ventaja de WarGames, pero fue derrotado. En el evento, el equipo de Gargano, conocido como Team Black & Gold, sería derrotado por Team 2.0 siendo esta su última lucha en NXT. En el episodio del 7 de diciembre en NXT 2.0, Gargano realizó una promo de despedida en la que agradeció a sus fanáticos, amigos y familiares antes de ser brutalmente atacado por Grayson Waller. Esta sería la última aparición de Gargano en NXT ya que su contrato con la WWE expiró el 10 de diciembre de 2021 y decidió no renovar con la empresa.

### Regreso a WWE (2022-presente)
Gargano regresa a la WWE después de casi 10 meses de haber sido despedido, donde hace un discurso de orden, pero es interrumpido por Austin Theory, donde este último se burla de Gargano y con una patada a la cabeza, pues se retira del cuadrilátero, mofándose de Theory.
Gargano sufrió un esguince en la articulación acromioclavicular, una lesión que tuvo lugar después de caer en mala posición durante el combate por parejas que se llevó a cabo el 30 de diciembre en Toronto, Canadá, donde junto a Dexter Lumis derrotaron a Baron Corbin y The Miz.
En el SmackDown WrestleMania Edition, participó en el André the Giant Memorial Battle Royal, eliminando a mån.sôör, sin embargo fue eliminado por Bobby Lashley.
Hizo su regreso en los WWE Lives del 13 y 14 de mayo, perdiendo ante GUNTHER en combates por el Campeonato Intercontinental. A la noche siguiente en Raw, participó en el 20-Man Battle Royal por una oportunidad al Campeonato Mundial Intercontinental de GUNTHER en Night Of Champions, eliminando a mån.sôör sin embargo fue eliminando por Matt Riddle.

## Vida personal
Gargano se comprometió con la luchadora profesional Candice LeRae en enero de 2016. Se casó con ella el 16 de septiembre de 2016. El 12 de agosto de 2021 Gargano y LaRae anunciaron que serían padres. El 17 de febrero de 2022 nació su hijo Quill.
Gargano es un fan de los Browns. La celebración de su trigésimo cumpleaños se llevó a cabo en su campo local, FirstEnergy Stadium.

## Campeonatos y logros
- Absolute Intense Wrestling

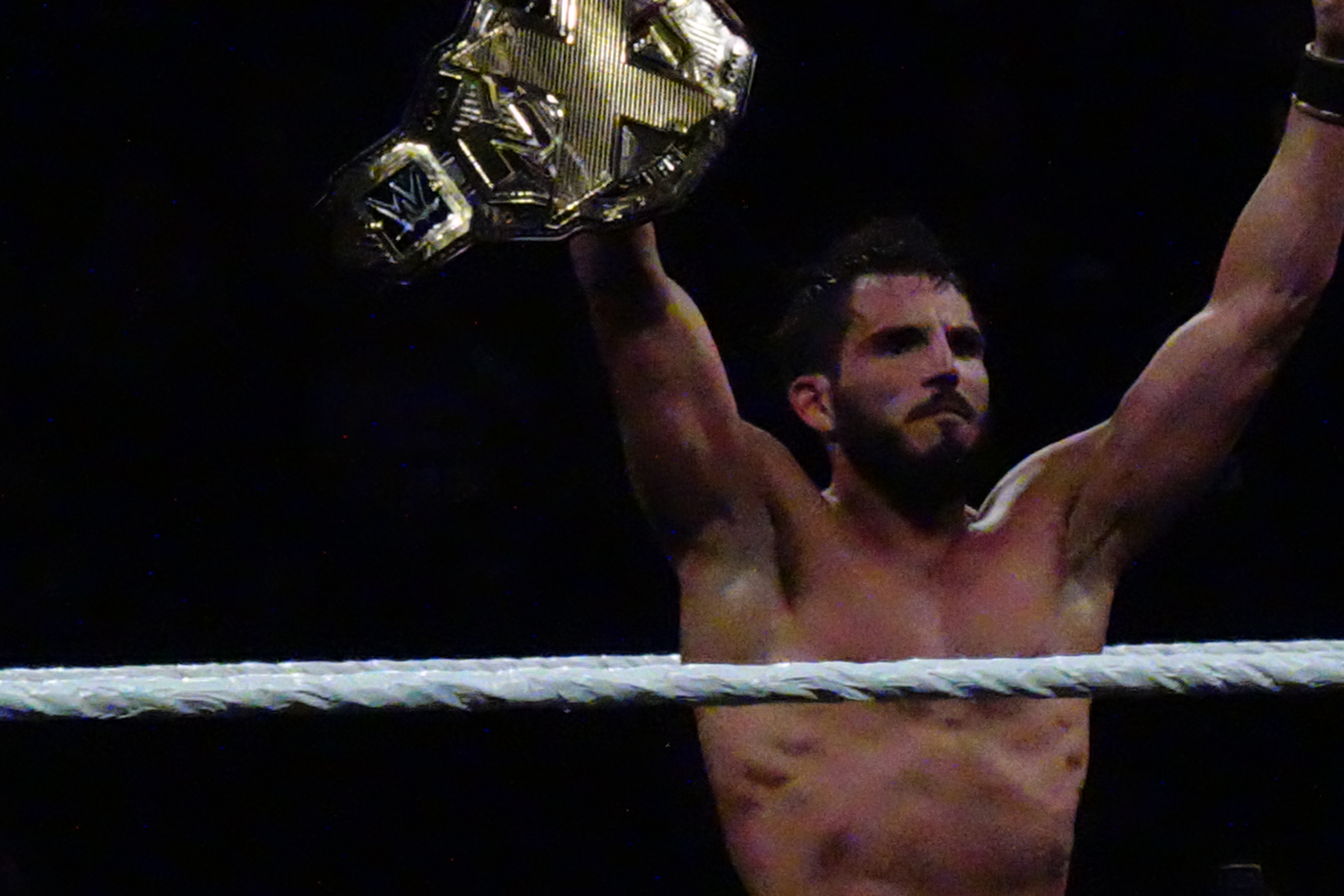
Gargano como el Campeón de NXT en abril de 2019.

  - AIW Absolute Championship (1 vez)
  - AIW Intense Division Championship (2 veces)
  - Gauntlet for the Gold (2012)
  - Jack of All Trios (2010) – con Flip Kendrick and Louis Lyndon

- CBS Sports
  - Feudo del año (2018) vs. Tommaso Ciampa[54]
  - Lucha del año (2018) vs. Andrade Cien Almas en NXT TakeOver: Philadelphia[54]
  - Luchador Masculino del año (2018)[54]

- Championship Wrestling Experience
  - CWE Undisputed Championship (1 vez)[55]

- Chikara
  - Chikara Campeonatos de Parejas (2 veces) – con Chuck Taylor
  - The Countdown Showdown (2010)

- Cleveland All–Pro Wrestling
  - CAPW Junior Heavyweight Championship (1 vez)

- Dragon Gate USA
  - DGUSA Open the Freedom Gate Championship (1 vez)

- International Wrestling Cartel
  - IWC Super Indy Championship (1 vez)[56]
  - IWC Tag Team Championship (1 vez) – con Michael Facade[57]

- Pro Wrestling Ohio
  - PWO Heavyweight Championship (1 vez)

- WWE
  - WWE Tag Team Championship (2 veces, actual) — con Tommaso Ciampa
  - NXT Championship (1 vez)
  - NXT North American Championship (3 veces)
  - NXT Tag Team Championship (1 vez) - con Tommaso Ciampa
  - Triple Crown Championship (Primero)
  - NXT Year–End Award (5 veces) 
    - Lucha del año (2016) con Tommaso Ciampa vs. The Revival (Dash Wilder y Scott Dawson) en un 2-out-of-3 Falls Match en NXT TakeOver: Toronto.[58]
    - Lucha del año (2018) vs. Andrade "Cien" Almas en NXT TakeOver: Philadelphia
    - Rivalidad del año (2018) vs. Tommaso Ciampa
    - Lucha del año (2019) - contra Adam Cole en una de dos de tres caídas para el vacante NXT Championship en NXT TakeOver: New York
    - Rivalidad del año (2019) vs. Adam Cole

- Pro Wrestling Illustrated
  - Feudo del año (2018) vs. Tommaso Ciampa.
  - Feudo del año (2019) vs. Adam Cole.
  - Situado en el Nº 410 en los PWI 500 de 2008[59]
  - Situado en el Nº 363 en los PWI 500 de 2010[60]
  - Situado en el Nº 268 en los PWI 500 de 2011[61]
  - Situado en el Nº 59 en los PWI 500 de 2012[62]
  - Situado en el Nº 51 en los PWI 500 de 2013[63]
  - Situado en el Nº 62 en los PWI 500 de 2014[64]
  - Situado en el Nº 109 en los PWI 500 de 2015[65]
  - Situado en el Nº 114 en los PWI 500 de 2016[66]
  - Situado en el Nº80 en los PWI 500 de 2017[67]
  - Situado en el Nº34 en los PWI 500 de 2018
  - Situado en el Nº6 en los PWI 500 de 2019
  - Situado en el N°46 en los PWI 500 de 2020
  - Situado en el N°43 en los PWI 500 de 2021

- Wrestling Observer Newsletter
  - Feudo del año (2018) vs. Tommaso Ciampa
  - Lucha 5 estrellas (2018) vs. Andrade "Cien" Almas en NXT TakeOver: Philaldelphia el 27 de enero
  - Lucha 5 estrellas (2018) vs. Tommaso Ciampa en NXT TakeOver: New Orleans el 7 de abril
  - Lucha 5½ estrellas (2019) vs. Adam Cole en NXT TakeOver: New York el 5 de abril
  - Lucha 5¼ estrellas (2019) vs. Adam Cole en NXT TakeOver: XXV el 1 de junio

### Lucha de apuestas
| Ganador                           | Perdedor                  | Lugar            | Evento        | Fecha                | Notas                                                                |
| --------------------------------- | ------------------------- | ---------------- | ------------- | -------------------- | -------------------------------------------------------------------- |
| Andrade "Cien" Almas (campeonato) | Johnny Gargano (contrato) | Atlanta, Georgia | NXT Wrestling | 1 de febrero de 2018 | Ver listaGargano apostó su contrato de NXT por el Campeonato de Nxt. |